# Téssera (dado)

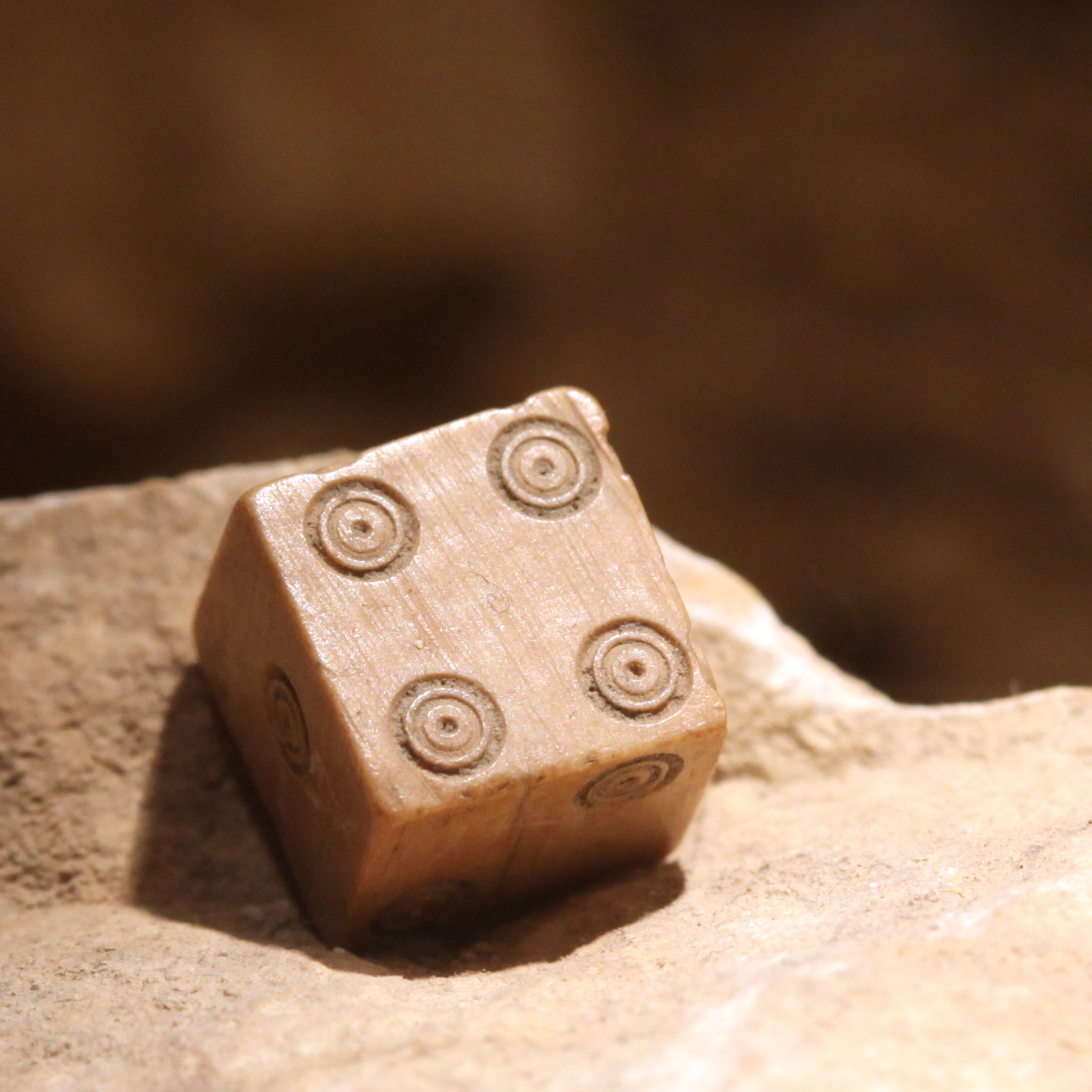
Téssera de madeira exposto no Museu Romano de Lausana-Vicy

Téssera (em latim: Tessera; pl. tesserae em grego: κύβος; romaniz.: kúbos) ou téssera lusória (em latim: tessera lusoria), na Roma Antiga, era um tipo de dado de seis lados feito com marfim, osso, vidro, chumbo, madeira de grão miúdo, especialmente ligustro, e até mesmo pedras semi-preciosas como ágata. Como os dados modernos, tinham seus lados numerados de 1 a 6 e os números eram organizados de modo que a soma de dois lados opostos equivalesse a sete.
Eram utilizados para prática de jogos de azar como o Álea e o Astrágalo nos quais apostava-se dinheiro e devido a sua enorme popularidade foram proibidos por lei. Podia-se usar 3 ou 4 tésseras simultaneamente num jogo, fato confirmado num provérbio grego, mas, como notou William Smith, as próprias fontes antigas tardias citam a alteração para apenas 2 dados.